# Costinesti - 23 August
Costinesti - 23 August este o arie protejată (sit de importanță comunitară — SCI) din România, desemnată în scopul protejării biodiversității și menținerii într-o stare de conservare favorabilă a florei spontane și faunei sălbatice, precum și a habitatelor naturale de interes comunitar aflate în arealul zonei de protecție. Aceasta se întinde pe o suprafață de 4.883,6 ha, integral marine.

## Localizare
Centrul sitului Costinesti - 23 August este situat la coordonatele 43°55′31″N 28°43′30″E / 43.925283°N 28.725022°E.

## Înființare
Situl Costinesti - 23 August (ROSCI0293) a fost declarat sit de importanță comunitară în septembrie 2011 pentru a proteja 4 specii de animale.

## Biodiversitate
Situată în ecoregiunea marină a Mării Negre, aria protejată conține 4 habitate naturale: Peșteri marine scufundate complet sau parțial, Bancuri de nisip acoperite în permanență slab de apă marină, Terase mlăștinoase și terase nisipoase neacoperite de apă la reflux, Recifuri.
La baza desemnării sitului se află mai multe specii protejate:
- mamifere (2): marsuin (Phocoena phocoena), delfin mare (Tursiops truncatus)
- pești (2): scrumbie de Dunăre (Alosa immaculata), rizeafcă (Alosa tanaica)

Pe lângă speciile protejate, pe teritoriul sitului au mai fost identificate 1 specie de nevertebrate.